# Maxime d'Ornano
Pour les articles homonymes, voir Ornano (homonymie).
Maxime d'Ornano, né le 16 décembre 1980 à Ollioules (Var), est un entraîneur français de football.
Après une carrière de footballeur amateur, passé par Lannion, Avranches et le Stade briochin, il se distingue comme entraîneur, en menant notamment le Stade Briochin puis le FC Rouen en National. En mai 2025, il est nommé entraîneur du SM Caen.

## Biographie

### Carrière de joueur
Fils d’un sous-marinier, il grandit dans le Var avant que sa famille ne s’installe dans la Sarthe à la retraite de son père. Il découvre le football à 11 ans à La Ferté-Bernard, puis intègre une section sports-études à Sablé-sur-Sarthe. Repéré pour ses qualités, il rejoint le centre de préformation de l’INF Clairefontaine pendant trois ans, avant d’entrer au centre de formation du Mans. Là, il évolue en réserve et participe à quelques entraînements avec l’équipe professionnelle, côtoyant des joueurs comme Laurent Bonnart et Didier Drogba. Une pubalgie, qui l’éloigne des terrains pendant six mois, compromet ses ambitions professionnelles, le conduisant à une carrière de joueur amateur.
Entre 1999 et 2006, d’Ornano évolue dans les division inférieures, passant par le Lannion FC (DH), le Stade briochin et l'US Avranches. En 2006 il entame une transition vers le poste d’entraîneur-joueur à Lannion. 

### Carrière d'entraîneur
Dès l’âge de 19 ans, il obtient ses premiers diplômes d’entraîneur et prend en charge l’US Plessala en District, parallèlement à sa carrière de joueur à Saint-Brieuc. De 2006 à 2011 il dirige Lannion en tant que joueur-entraîneur, suivi de 6 ans uniquement en tant qu'entraîneur, faisant progresser le club de la Division Supérieure Élite (DSE) au National 3. 
En 2017, son ancien coéquipier du Stade briochin, Guillaume Allanou, devenu entraîneur principal, le recrute comme adjoint dans le club fraîchement promu en National 2. Un an plus tard, d'Ornano prend les rênes de l’équipe, qu’il mène parmi les prétendants à la montée. Celle-ci est finalement obtenue la saison suivante, malgré l’arrêt du championnat en mars 2020 en raison de la crise sanitaire liée au Covid. Malgré des débuts laborieux en National, il parvient à hisser l’équipe à la troisième place, à égalité avec Orléans et Villefranche. Il annonce son départ le 10 avril 2021, à cinq journées de la fin du championnat,. Il dit avoir pris cette décision par honnêteté, estimant que son message ne passait plus bien malgré les bons résultats. Il est sélectionné par ses pairs dans les trois meilleurs entraîneurs de la saison de National.
En décembre 2021, il s'engage au FC Rouen, en difficulté dans sa poule de National 2. Il parvient à stabiliser le club et réussit la promotion en National en 2023, sa sixième montée en tant qu'entraîneur. La saison suivante, il atteint les quarts de finale de la Coupe de France en battant notamment Toulouse et Monaco et assure la 7ème place malgré cinq points de pénalité. Il est nommé parmi les trois meilleurs entraîneurs de National pour la deuxième fois. Il est remercié le 1er novembre 2024.
Le 12 mai 2025, Maxime d'Ornano s'engage au SM Caen, relégué de Ligue 2 en National deux jours plus tôt. Il décroche le brevet d'entraîneur professionnel de football (BEPF) la même semaine.

## Palmarès

### Entraîneur
| Lannion FC Division d'Honneur (Bretagne) - Champion : 2010, 2012 DSE (Bretagne) - Champion : 2007 |  | Stade briochin Championnat de France N2 (D4) - Vainqueur de groupe : 2020 |  | FC Rouen Championnat de France N2 (D4) - Vainqueur de groupe : 2023 |

## Statistiques

### Entraîneur
Le tableau suivant récapitule les statistiques de Maxime d'Ornano durant sa carrière d'entraîneur en club (à jour au 10 août 2025).
| Saison                  | Club                    | Championnat             | Championnat | Championnat | Championnat | Championnat | Coupe(s) nationale(s) | Coupe(s) nationale(s) | Coupe(s) nationale(s) | Coupe(s) nationale(s) | Coupe(s) nationale(s) | Total | Total | Total | Total | % Victoires |
| Saison                  | Club                    | Division                | M           | V           | N           | D           | C                     | M                     | V                     | N                     | D                     | M     | V     | N     | D     | % Victoires |
| ----------------------- | ----------------------- | ----------------------- | ----------- | ----------- | ----------- | ----------- | --------------------- | --------------------- | --------------------- | --------------------- | --------------------- | ----- | ----- | ----- | ----- | ----------- |
| 2006-2007               | Lannion FC              | DSE                     | 22          | 14          | 3           | 5           | -                     | -                     | -                     | -                     | -                     | 22    | 14    | 3     | 5     | 64%         |
| 2007-2008               | Lannion FC              | DH                      | 26          | 13          | 8           | 5           | -                     | -                     | -                     | -                     | -                     | 26    | 13    | 8     | 5     | 50%         |
| 2008-2009               | Lannion FC              | DH                      | 26          | 11          | 5           | 10          | -                     | -                     | -                     | -                     | -                     | 26    | 11    | 5     | 10    | 42%         |
| 2009-2010               | Lannion FC              | DH                      | 26          | 18          | 2           | 6           | -                     | -                     | -                     | -                     | -                     | 26    | 18    | 2     | 6     | 69%         |
| 2010-2011               | Lannion FC              | CFA 2                   | 30          | 9           | 10          | 11          | CF                    | 6                     | 5                     | 0                     | 1                     | 36    | 14    | 10    | 12    | 39%         |
| 2011-2012               | Lannion FC              | DH                      | 26          | 19          | 6           | 1           | -                     | -                     | -                     | -                     | -                     | 26    | 19    | 6     | 1     | 73%         |
| 2012-2013               | Lannion FC              | CFA 2                   | 26          | 12          | 7           | 7           | CF                    | 3                     | 2                     | 0                     | 1                     | 29    | 14    | 7     | 8     | 48%         |
| 2013-2014               | Lannion FC              | CFA 2                   | 26          | 11          | 4           | 11          | CF                    | 7                     | 6                     | 0                     | 1                     | 32    | 17    | 4     | 12    | 53%         |
| 2014-2015               | Lannion FC              | CFA 2                   | 26          | 9           | 8           | 9           | CF                    | 4                     | 3                     | 0                     | 1                     | 30    | 13    | 8     | 10    | 43%         |
| 2015-2016               | Lannion FC              | CFA 2                   | 26          | 7           | 6           | 13          | CF                    | 3                     | 2                     | 0                     | 1                     | 29    | 9     | 6     | 14    | 31%         |
| 2016-2017               | Lannion FC              | CFA 2                   | 26          | 7           | 7           | 12          | CF                    | 4                     | 3                     | 0                     | 1                     | 30    | 10    | 7     | 13    | 33%         |
| Total au Lannion FC     | Total au Lannion FC     | Total au Lannion FC     | 286         | 130         | 66          | 90          | -                     | 27                    | 21                    | 0                     | 6                     | 313   | 151   | 66    | 96    | 48%         |
| 2018-2019               | Stade briochin          | National 2              | 30          | 14          | 8           | 8           | CF                    | 4                     | 3                     | 0                     | 1                     | 34    | 17    | 8     | 9     | 50%         |
| 2019-2020               | Stade briochin          | National 2              | 21          | 14          | 4           | 3           | CF                    | 6                     | 5                     | 0                     | 1                     | 27    | 19    | 4     | 4     | 67%         |
| 2020-2021               | Stade briochin          | National                | 28          | 9           | 12          | 7           | CF                    | 5                     | 4                     | 0                     | 1                     | 33    | 13    | 12    | 8     | 39%         |
| Total au Stade briochin | Total au Stade briochin | Total au Stade briochin | 79          | 37          | 24          | 18          | -                     | 15                    | 12                    | 0                     | 3                     | 94    | 49    | 24    | 21    | 52%         |
| 2021-2022               | FC Rouen                | National 2              | 15          | 8           | 5           | 2           | CF                    | 4                     | 3                     | 0                     | 1                     | 19    | 11    | 5     | 3     | 58%         |
| 2022-2023               | FC Rouen                | National 2              | 30          | 21          | 6           | 3           | CF                    | 3                     | 2                     | 0                     | 1                     | 33    | 23    | 6     | 4     | 70%         |
| 2023-2024               | FC Rouen                | National                | 33          | 14          | 9           | 10          | CF                    | 8                     | 7                     | 0                     | 1                     | 41    | 21    | 9     | 11    | 51%         |
| 2024-2025               | FC Rouen                | National                | 11          | 1           | 6           | 4           | CF                    | 2                     | 2                     | 0                     | 0                     | 13    | 3     | 6     | 4     | 27%         |
| Total au FC Rouen       | Total au FC Rouen       | Total au FC Rouen       | 89          | 44          | 26          | 19          | -                     | 17                    | 14                    | 0                     | 3                     | 106   | 58    | 26    | 22    | 55%         |
| 2025-2026               | SM Caen                 | National                | 1           | 1           | -           | -           | -                     | -                     | -                     | -                     | -                     | 1     | 1     | 0     | 0     | 100%        |
| Total sur la carrière   | Total sur la carrière   | Total sur la carrière   | 455         | 212         | 116         | 127         | -                     | 59                    | 47                    | 0                     | 12                    | 514   | 259   | 116   | 139   | 50%         |